# أيمي ريتشاردسون
أيمي ريتشاردسون (بالإنجليزية: Aimee Richardson) هي ممثلة بريطانية، ولدت في 29 ديسمبر 1997 في أيرلندا الشمالية في المملكة المتحدة.

## أعمال

### مسلسلات
- صراع العروش

## وصلات خارجية
- أيمي ريتشاردسون على موقع IMDb (الإنجليزية)
- أيمي ريتشاردسون على موقع قاعدة بيانات الفيلم (الإنجليزية)